# 中遠海能
中遠海運能源運輸股份有限公司（英語：COSCO SHIPPING Energy Transportation Co., Ltd.，港交所：1138、上交所：600026），簡稱中遠海能，是一家在香港交易所上市的航運公司。母公司中國海運是國務院管理的中華人民共和國中央企業之一。

## 業務
該公司主營業務為中國大陸沿海地區和全球的成品油及原油運輸，包括運送石油及煤炭等貨品，以及中國進口液化天然氣運輸，主要經營模式是利用自有船舶及控制的船舶透過即期市場租船、期租租船等業務。

## 历史
該公司於1994年成立，公司前身是上海海興輪船股份有限公司（簡稱海興輪船），由上海海運獨家發起成立。海興輪船是国务院证券委员会确定的第二批境外上市試點企業。海興輪船於1994年11月1日公開發行 108,000 萬股 H股，并于 1994 年11月11日在香港交易所上市。
1997年，中国海运集团於上海正式成立，全資持有上海海運的全部股份。因此，中国海运集团成为海興轮船的控股股東。1997年12月，上海海興輪船股份有限公司更名为中海發展股份有限公司。
1998年，中海發展從大连海运及广州海运收購了 19 艘油輪。
2016年10月18日，中海發展，更名為「中遠海運能源運輸股份有限公司」。
2019年9月29日，中远海运全资子公司大连中远海运油品运输有限公司被美国财政部海外资产控制办公室列入特别指认国民和被禁阻者名单。受此影响，9月30日沪市开盘中远海运股价跌停。
2021年8月5日，公司任命任永强为新董事长，原董事长刘汉波因到龄辞职。

## 外部連結
- 中海發展股份有限公司